# Sljeme (Lokve)
Pour les articles homonymes, voir Sljeme et Šljeme.
Sljeme est une localité de Croatie située dans la municipalité de Lokve, comitat de Primorje-Gorski Kotar. En 2001, la localité comptait 69 habitants.

## Démographie
| 1948 | 1953 | 1961 | 1971 | 1981 | 1991 | 2001 |
| ---- | ---- | ---- | ---- | ---- | ---- | ---- |
| 67   | 84   | 94   | 72   | 63   | 66   | 69   |